# 数寄屋町
数寄屋町（すきやちょう）は、愛知県名古屋市西区の町名。丁番を持たない単独町名である。住居表示実施済み。

## 地理
名古屋市西区の南部に位置し、西と北に城西、南に堀端町に接する。

### 河川
- 堀川

## 歴史

### 町名の由来
当地には御茶道坊主（茶坊主）が多く居住していたために「御茶道町」（おさとまち）と称していたが、御茶道坊主の別名である御数寄屋方から数寄屋町と改称したものという。

### 沿革
- 明治4年 - 愛知郡名古屋村に同郡数寄屋町が成立する[2]。
- 1878年（明治11年）12月20日 - 名古屋区編入に伴い、同区数寄屋町となる[2]。
- 1889年（明治22年）10月1日 - 名古屋市編入に伴い、同市数寄屋町となる[2]。
- 1908年（明治41年）4月1日 - 名古屋市西区編入に伴い、同区数寄屋町となる[2]。
- 1942年（昭和17年）5月20日 - 一部が樋ノ口町に編入される[3]。
- 1980年（昭和55年）10月12日 - 西区樋ノ口町および前ノ川町の各一部を編入する[2]。また、一部が城西三丁目および同五丁目にそれぞれ編入される[3]。

## 世帯数と人口
2019年（平成31年）2月1日現在の世帯数と人口は以下の通りである。
| 町丁     | 世帯数  | 人口  |
| -------- | ------- | ----- |
| 数寄屋町 | 178世帯 | 334人 |

### 人口の変遷
国勢調査による人口の推移
| 1995年（平成7年）  | 485人 | [ WEB 6 ]  |  |
| 2000年（平成12年） | 457人 | [ WEB 7 ]  |  |
| 2005年（平成17年） | 411人 | [ WEB 8 ]  |  |
| 2010年（平成22年） | 388人 | [ WEB 9 ]  |  |
| 2015年（平成27年） | 363人 | [ WEB 10 ] |  |

## 学区
市立小・中学校に通う場合、学校等は以下の通りとなる。また、公立高等学校に通う場合の学区は以下の通りとなる。
| 番・番地等 | 小学校               | 中学校               | 高等学校 |
| ---------- | -------------------- | -------------------- | -------- |
| 全域       | 名古屋市立城西小学校 | 名古屋市立浄心中学校 | 尾張学区 |

## 施設
- 名古屋市営城見荘[1]

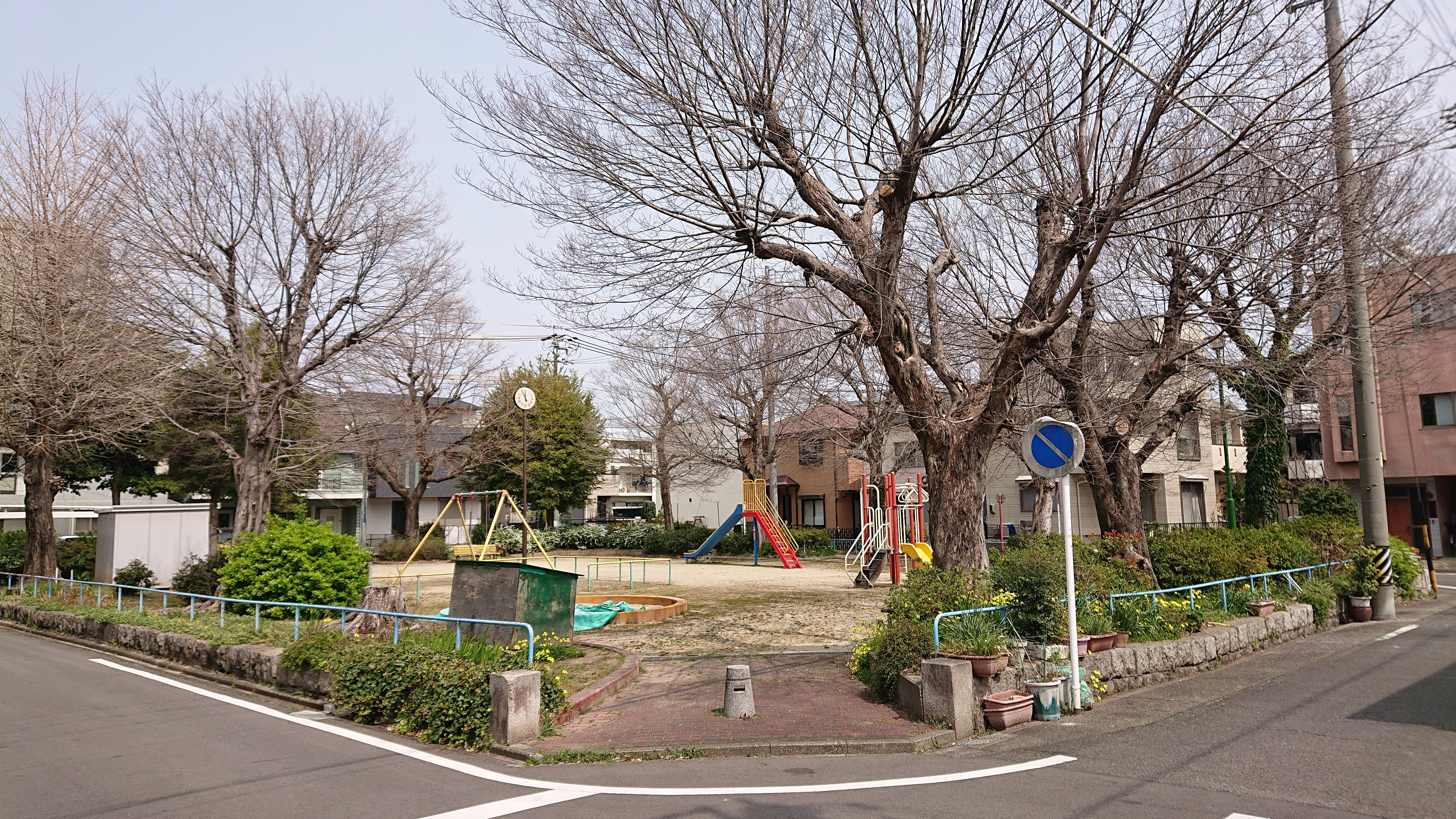
数寄屋公園
- すきやどんぐりひろば
- 日本基督教団名古屋西教会
- 天理教本鯱城分教会
- 創価学会中部青年会館・西文化会館

- 数寄屋公園

## 人物
- 山本道伝[1]

### WEB
1. ↑  “愛知県名古屋市西区の町丁・字一覧”.   人口統計ラボ. 2019年3月10日閲覧。
2. 1 2  “町・丁目(大字)別、年齢(10歳階級)別公簿人口(全市・区別)”.   名古屋市 (2019年2月20日). 2019年3月10日閲覧。
3. ↑  “郵便番号”.  日本郵便. 2019年3月10日閲覧。
4. ↑  “市外局番の一覧”.   総務省. 2019年1月6日閲覧。
5. ↑  “西区の町名一覧”.   名古屋市 (2017年6月1日). 2019年2月28日閲覧。
6. ↑  総務省統計局 (2014年3月28日). “平成7年国勢調査の調査結果(e-Stat) - 男女別人口及び世帯数 －町丁・字等” (CSV). 2019年4月27日閲覧。
7. ↑  総務省統計局 (2014年5月30日). “平成12年国勢調査の調査結果(e-Stat) - 男女別人口及び世帯数 －町丁・字等” (CSV). 2019年4月27日閲覧。
8. ↑  総務省統計局 (2014年6月27日). “平成17年国勢調査の調査結果(e-Stat) - 男女別人口及び世帯数 －町丁・字等” (CSV). 2019年4月27日閲覧。
9. ↑  総務省統計局 (2012年1月20日). “平成22年国勢調査の調査結果(e-Stat) - 男女別人口及び世帯数 －町丁・字等” (CSV). 2019年4月27日閲覧。
10. ↑  総務省統計局 (2017年1月27日). “平成27年国勢調査の調査結果(e-Stat) - 男女別人口及び世帯数 －町丁・字等” (CSV). 2019年4月27日閲覧。
11. ↑  “市立小・中学校の通学区域一覧”.   名古屋市 (2018年11月10日). 2019年1月14日閲覧。
12. ↑  “平成29年度以降の愛知県公立高等学校（全日制課程）入学者選抜における通学区域並びに群及びグループ分け案について”.   愛知県教育委員会 (2015年2月16日). 2019年1月14日閲覧。

### 書籍
1. 1 2 3 4  名古屋市計画局 1992, p. 226.
2. 1 2 3 4 5  名古屋市計画局 1992, p. 758.
3. 1 2  名古屋市計画局 1992, p. 757.